# Henrik Frederiksen
Henrik Frederiksen er en dansk forfatter og forlægger.
Henrik Frederiksens er uddannet cand.merc. og har blandt andet arbejdet som underviser på HD studiet på Copenhagen Business School. Henrik Frederiksen startede sit eget forlag, Frederiksens Forlag, i 1995. Han har siden, som den eneste danske forfatter nogensinde, solgt mere end 300.000 bøger på eget forlag, Frederiksens Forlag.[kilde mangler]

## Manuskriptforfatter
- ”Anja efter Viktor” (2003)